# Саламина (Кальдас)
Саламина (исп. Salamina) — город и муниципалитет в центральной части Колумбии, на территории департамента Кальдас. Входит в состав субрегиона Северный Кальденсе.

## История
Поселение, из которого позднее вырос город, было основано 8 июня 1825 года. Муниципалитет Саламина был выделен в отдельную административную единицу в 1827 году.

## Географическое положение

Муниципалитет Саламина

Город расположен в центральной части департамента, в пределах горной местности Центральной Кордильеры, к востоку от реки Кауки, на расстоянии приблизительно 35 километров к северу от города Манисалес, административного центра департамента. Абсолютная высота — 1792 метра над уровнем моря.
Муниципалитет Саламина граничит на западе с территорией муниципалитета Ла-Мерсед, на севере — с муниципалитетами Пакора и Агуадас, на востоке — с муниципалитетом Пенсильвания, на юго-востоке — с муниципалитетом Маруланда, на юге — с муниципалитетом Нейра, на юго-западе — с муниципалитетом Арансасу, на северо-востоке — с территорией департамента Антьокия. Площадь муниципалитета составляет 403,54 км².

## Население
По данным Национального административного департамента статистики Колумбии, совокупная численность населения города и муниципалитета в 2024 году составляла 20 066 человек.
Динамика численности населения муниципалитета по годам:
| 2005   | 2010   | 2015   | 2020   | 2021   | 2022   | 2023   | 2024   |
| ------ | ------ | ------ | ------ | ------ | ------ | ------ | ------ |
| 20 288 | 18 345 | 16 635 | 19 707 | 19 737 | 19 855 | 19 959 | 20 066 |

## Экономика
Большинство трудоспособного населения занято в выращивании кофе, сахарного тростника, кукурузы, бананов, картофеля, фасоли и томатов, а также в животноводстве.